# Rugosa (corail)
Tetracoralla
Ordre
Taxons de rang inférieur
- † Columnariina
- † Cystiphyllina
- † Streptelasmatina
- † Ptenophyllina

Les Rugosa, aussi appelés Tetracoralla, constituent un ordre éteint de coraux généralement solitaires. Ce groupe fut abondant dans les mers de l'Ordovicien moyen jusqu'au Permien supérieur.

## Morphologie

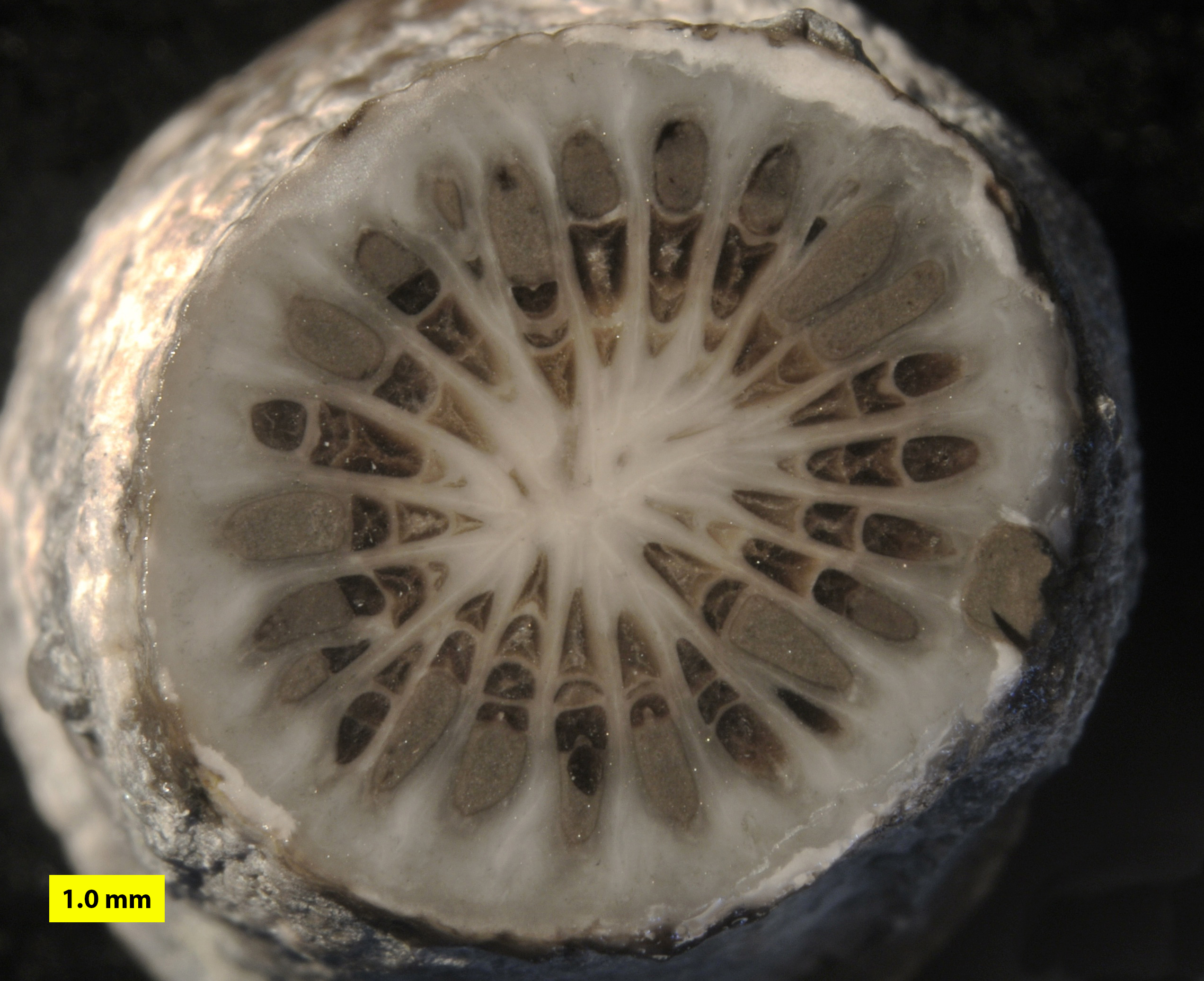
Coupe de Stereolasma rectum, un corail Rugosa du Dévonien moyen, dans le comté d'Erie, État de New-York (USA).

Les coraux rugueux présentent toujours des tabules, des plaques horizontales qui divisent le squelette de corallite . Les corallites sont généralement de grande taille par rapport aux différents types de corail.

## Taxonomie

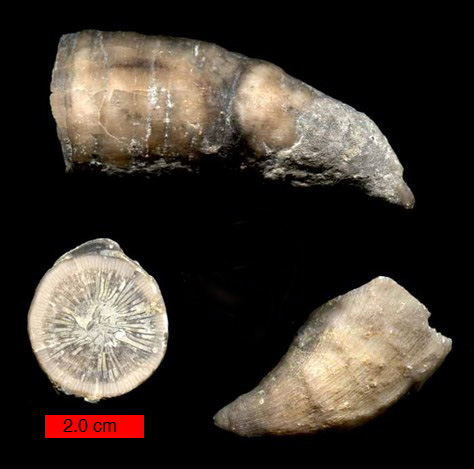
Espèce Grewingkia canadensis (Ordovicien).

Fossilworks considère le taxon comme une sous-classe, à la place de Zoantharia / Hexacorallia, avec deux ordres et de nombreux sous-ordres:
- ordre †Cystiphyllida Nicholson, 1889
  - sous-ordre †Cystiphyllina Nicholson, 1889
- ordre †Stauriida Verrill, 1865
  - sous-ordre †Arachnophyllina
  - sous-ordre †Aulophyllina
  - sous-ordre †Calostylina
  - sous-ordre †Caniniina
  - sous-ordre †Columnariina
  - sous-ordre †Cyathophyllina
  - sous-ordre †Diffingiina
  - sous-ordre †Ketophyllina
  - sous-ordre †Lithostrotionina
  - sous-ordre †Lonsdaleiina
  - sous-ordre †Lycophyllina
  - sous-ordre †Metriophyllina
  - sous-ordre †Plerophyllina
  - sous-ordre †Ptenophyllina
  - sous-ordre †Stauriina
  - sous-ordre †Stereolasmatina
  - sous-ordre †Streptelasmatina